# Benedikt Ried

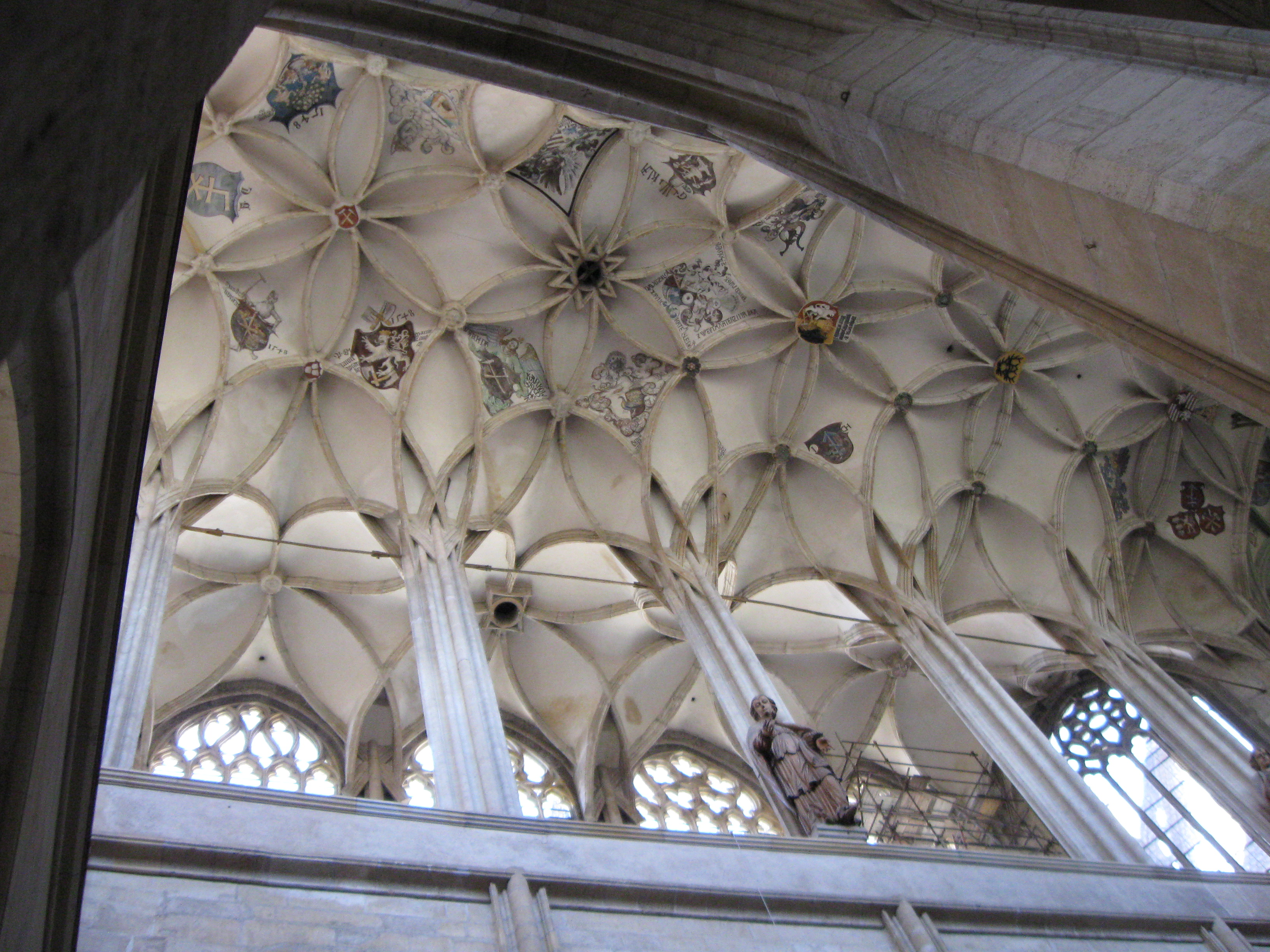
A Szent Borbála-templom boltozata

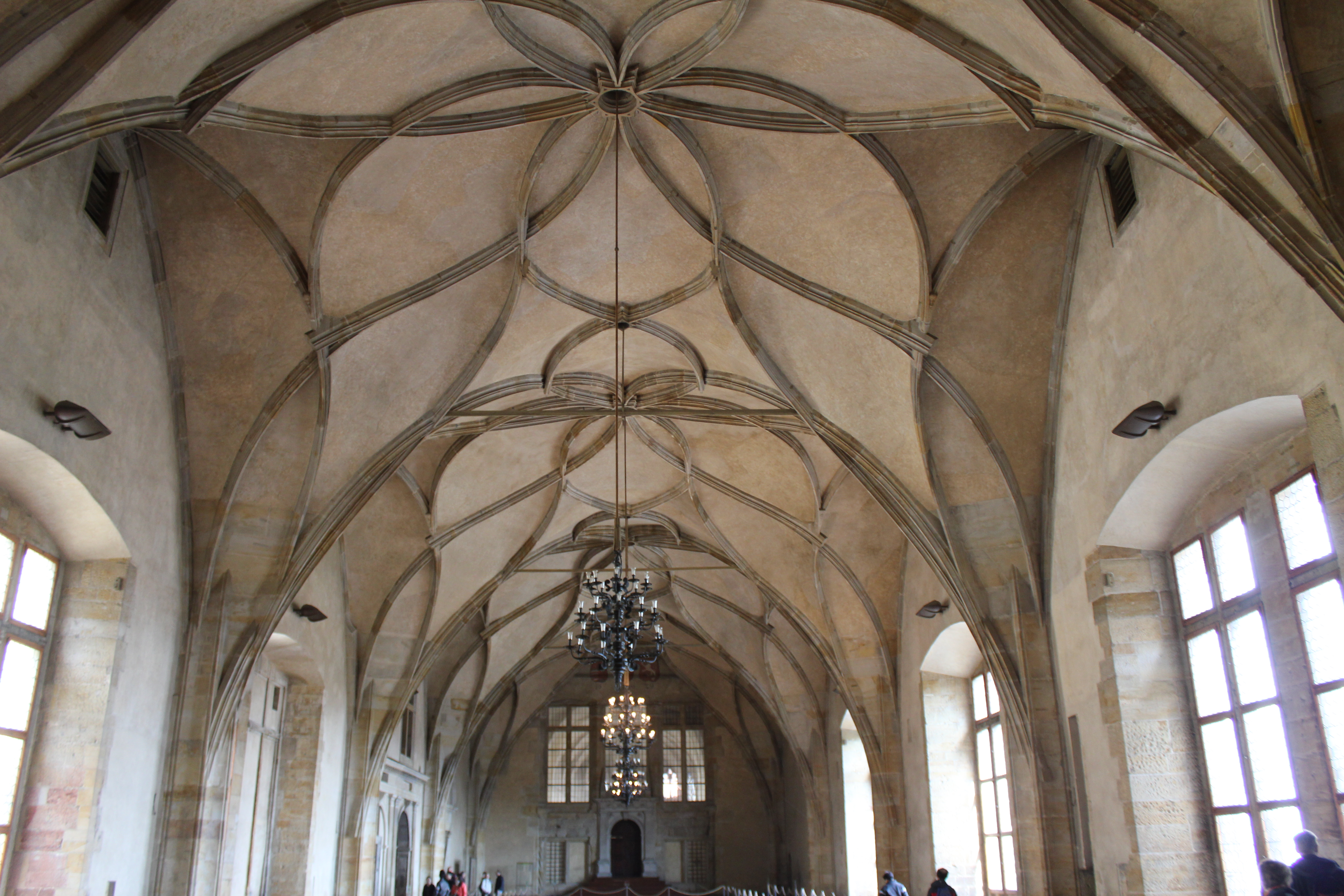
Az Ulászló-terem boltozata

Benedikt Ried (csehül: Benedikt Rejt Landshut? kb. 1454 – Prága, 1534. október 30.) német származású cseh építész, építőmester, Cseh- és Morvaország utolsó monumentális késő gótikus boltozatainak építője, a „német különgótika” sajátos cseh változata, az ún. Ulászló-gótika legnagyobb mestere.
Korai éveiről semmi biztosat nem tudunk; ezekre biográfusai csak következtetnek a későbbi adatokból. A szakmát valószínűleg Passauban vagy egy bécsi műhelyben tanulta ki. Az első biztos adat 1485 körül kelt, amikor II. Jagelló Ulászló cseh király megbízta a tüzérségi szakértőként ismert Riedet, hogy emeljen ágyútornyot egy korábbi, a 13. század elején épült bástya helyére. 22 m belső átmérőjével, 40 m magasságával ez lett a vár legnagyobb tornya, és rendkívül modern konstrukciónak számított. Prágában ébredt művészi öntudatára, tért át a hadmérnöki munkákról az egyházi és világi építészetre.
Ugyancsak a király megbízására 1486-ban kezdte tervezni a Régi királyi palotában az Ulászló-terem kialakítását. Ennek elősegítése érdekében — gyaníthatóan az 1490-es évek legelején — Ulászló, aki egyúttal magyar király is volt, Budára küldte Riedet „reneszánszt tanulni”. Valószínűleg ezen az útján tervezte meg Visegrádon a királyi palotához dél felől csatlakozó ferences kolostor új, gótikus szentélyének hajlított bordás boltozatát.
Budai tanulmányainak tudható be, hogy azt Ulászló-terem 1494-ben elkészült, kettős keresztosztatú ablakain kimutatható a budai reneszánsz hatása. Az építkezést 1492-ben kezdték el és 1502-ben fejezték be. A palota átalakításának következő lépcsőjeként (1503 és 1520 között) építette fel a Lajos-szárnyat.
Ried késő gótikus építészete a prágai Parlerek hagyományain alapult, az ő elgondolásaikat fejlesztette tovább, még merészebb szerkezetek kialakításával. Az Ulászló-terem rendkívül széles terét nem osztotta hajókra, tehát a boltozatnak igen nagy távolságot, 16 métert kellett átívelnie. Ezért a bordák sűrűn követik egymást, és végüket nem szabadon álló támokra, hanem a falhoz kapcsolódó pillérekre terhelte. Ez a korszakalkotóan új boltozó technika Ried találmánya. Az ilyen boltozat egymást hálóként metsző bordái két síkban is meghajlanak, ezért a boltozatnak nemcsak keresztmetszeti, de alaprajzi vetülete is íves. Az új, dekoratív hálóboltozat egyik legkiforrottabb példája II. Ulászló prágai lovagterme (1502).
Utolsó nagy munkája a lounyi Szent Miklós-templom volt. A városban megkapta a polgárjogot, és attól fogva rendszerint Louni Benedek („Benedict von Laun”) néven említették. Itt is temették el az általa épített Szent Miklós-templomban, sírját azonban a 17. században, az ellenreformáció hevületében elpusztították.
Fontosabb munkái:
- a Mihulka-torony a prágai várban (1485 körül)
- a Szent Borbála-templom Kutná Horában (1499 után),
- az Ulászló-terem Prágában, a Régi királyi palotában,
- a várkastély Blatnában (1520–1530),
- a lounyi Szent Miklós-templom (1520–1534).

## Fordítás
- Ez a szócikk részben vagy egészben  a   Benedikt Ried című német Wikipédia-szócikk ezen változatának fordításán alapul.  Az eredeti cikk szerkesztőit annak laptörténete sorolja fel. Ez a jelzés csupán a megfogalmazás eredetét és a szerzői jogokat jelzi, nem szolgál a cikkben szereplő információk forrásmegjelöléseként.